# Geiswasser
 Geiswasser  (en alsacià Geisswàsser) és un municipi francès, situat a la regió del Gran Est, al departament de l'Alt Rin. L'any 1999 tenia 257 habitants.

## Demografia
| 1962 | 1968 | 1975 | 1982 | 1990 | 1999 |
| ---- | ---- | ---- | ---- | ---- | ---- |
| 134  | 159  | 168  | 174  | 223  | 257  |

## Administració
| Període   | Identitat    | Partit |
| --------- | ------------ | ------ |
| 2001-2014 | Pierre Meyer |        |
| 14-20200  | Betty Muller |        |